# Spaarsluis

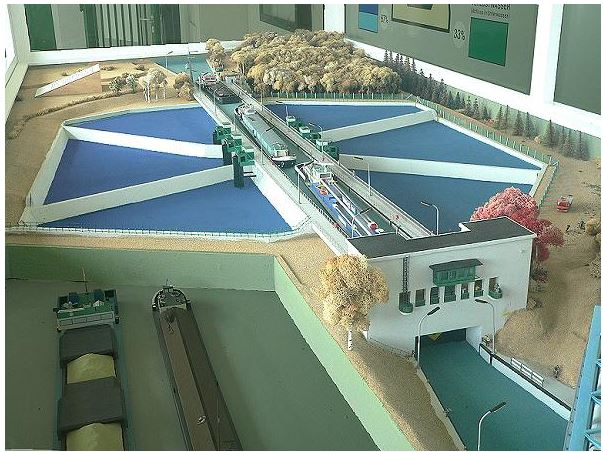
Maquette van spaarsluis Sülfeld met twee keer drie spaarbekkens

Een spaarsluis is een bijzonder bouwvorm van een schutsluis, geconstrueerd om het waterverbruik per schutting zo laag mogelijk te maken.

## Het waterverbruik
Bij het schutten van een schip gaat een hoeveelheid water verloren. Bij het ontwerp van een kanaal moet hier terdege rekening mee worden gehouden, want elke liter water die verloren gaat (of anders gezegd van het boven-kanaalpand naar het beneden-kanaalpand stroomt) moet op de een of andere manier weer aangevuld worden. Bij een kanaal dat over een heuvel heen gaat, en waarbij dus eerst omhoog geschut wordt en daarna weer naar beneden, zal er òf op de heuveltop een waterbron moeten zijn, òf het verbruikte water zal terug gepompt moeten worden, wat weer veel energie kost.

## Hoeveel water verbruikt een sluis?
Als een gewone klassieke sluis van “leeg” naar “vol” loopt (opschutten), gaat er een watermassa naar beneden van L x B x H, waarin L de lengte van de sluis is, B de breedte en H de hoogte waarmee omhoog geschut wordt (het verval). Het maakt daarbij niet uit of er een of meer schepen in de sluis liggen, het waterverbruik is in beide gevallen gelijk. Dit kan geïllustreerd worden met de schetsjes hiernaast.

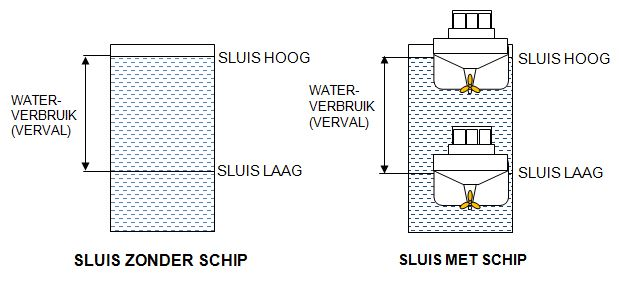
Het waterverbruik van een schutsluis

Een gewone sluis “verbruikt” voor het schutten dus altijd dezelfde hoeveelheid water, ongeacht het scheepvaartverkeer. Als er meerdere sluizen in een kanaal zijn moeten die bij voorkeur dezelfde afmetingen hebben, anders klopt de waterhuishouding niet. Zo waren er vroeger in de Zuid-Willemsvaart tussen Den Bosch en Nederweert 13 sluizen, waarvan 12 dezelfde afmetingen hadden, maar die in Den Bosch was veel groter. Dit had tot gevolg dat de sluis in Den Bosch veel minder vaak kon schutten dan de andere sluizen, anders was er te weinig wateraanbod. Voor de schippers betekende dit vaak wachten. In 1993 heeft men bij Helmond drie sluizen samengevoegd tot een grotere, waarbij het aantal schuttingen ook aangepast moest worden aan het waterverbruik.

## Het waterverbruik beperken
Als het waterverbruik van de sluizen in een kanaal problemen oplevert omdat er onvoldoende aanvoer is, dan kan men uiteraard pompen inzetten om alle kanaalpanden op peil te houden. Dit kost veel energie en men heeft daarom een andere oplossing bedacht: de spaarsluis. De spaarsluis heeft een gewone sluiskolk en het schutten gaat op dezelfde wijze als bij een gewone sluis. Naast de sluis zijn spaarbekkens gebouwd, die een deel van het water uit de sluis bij het afschutten tijdelijk kunnen opslaan, om het bij het opschutten opnieuw te kunnen gebruiken. Afhankelijk van het aantal spaarbekkens kan hiermee een flinke waterbesparing worden gerealiseerd. De afbeelding boven dit artikel toont de spaarsluis bij Sülfeld in het Mittellandkanaal.

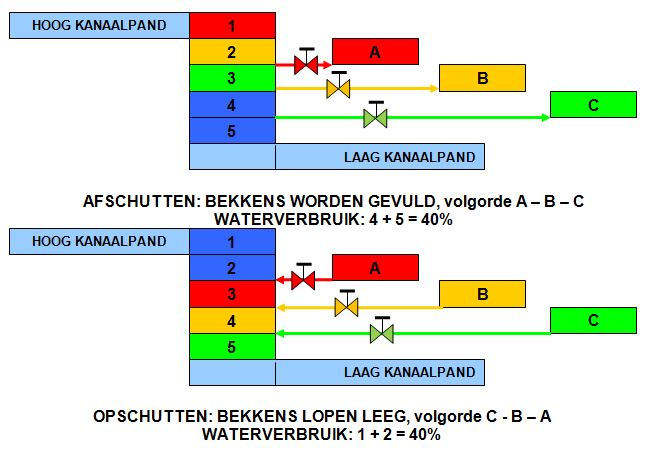
Schema waterverbruik spaarsluis met 3 spaarbekkens

## Hoe werkt het?
Het principe is eenvoudig, maar misschien toch wat lastig te begrijpen. Het volgende schetsje laat zien wat er gebeurt bij een spaarsluis die van drie bekkens per sluiskolk is voorzien.
Het verval van de sluis is in vijf gelijke delen verdeeld. Naast de sluis zijn drie gelijke spaarbekkens gebouwd, die elk 1/5 van het water dat uit of in de sluis stroomt kunnen bergen. De bekkens zijn gebouwd op de hoogten van de delen 2, 3 en 4 van het verval. Kleppen in de toe- en afvoerkanalen zorgen dat deze kanalen op tijd geopend en gesloten kunnen worden.
Bij het afschutten loopt het water uit de sluiskolk: eerst (1/5 verval, nr. 1) in bekken A, dan (nr. 2) in bekken B, dan (nr. 3) in bekken C. Er blijft over 2/5 verval, 40%. Dat water loopt uit de sluiskolk naar het lage kanaalpand en vormt het waterverbruik van de sluis. Besparing: 60%.
Bij het opschutten loopt het water uit bekkens in de sluiskolk: eerst uit bekken C (1/5 verval, nr. 5), dan vanuit bekken B (weer 1/5 verval, nr. 4), dan vanuit bekken A (weer 1/5 verval, nr. 3). Er blijft weer over 2/5 verval, 40%. Dat water loopt uit het hoge kanaalpand in de sluiskolk en vormt het waterverbruik van de sluis. Besparing: 60%.

## Actuele projecten
Een actueel project op dit gebied is de vergroting van de sluizen in het Panamakanaal. Nu zijn deze sluizen 305 x 34 m, met een totaal verval vanaf het Gatunmeer van 26 meter. Het totale waterverbruik per doorvaart (schuttingen omhoog en weer naar beneden) zou zonder waterbesparende maatregelen circa 270.000 ton zijn. En dat zijn de huidige sluizen, de nieuwe worden dubbel zo groot. Dit kan de rivier die het Gatunmeer in het midden van het kanaal voedt niet aan, vandaar dat de nieuwe sluizen voorzien worden van drie spaarbekkens naast de sluizen. De nieuwe sluizen worden dus spaarsluizen, met 60% lager waterverbruik, zelfs minder dan bij de bestaande sluizen.
De spaarbekkens kunnen aan één kant van de sluis liggen, of aan beide kanten en ze kunnen elke gewenste vorm hebben. Een fraaie oplossing is gevonden bij de dubbele sluis Sülfeld, waar aan beide kanten van de twee sluiskolken driehoekige spaarbekkens gebouwd zijn, drie voor elke kolk. Op de afbeelding van de maquette is wellicht te zien dat de drie bekkens voor een sluiskolk op verschillende hoogtes liggen.
In 2012 is in de vaarweg Erica - Ter Apel een spaarsluis met twee spaarbekkens gebouwd.

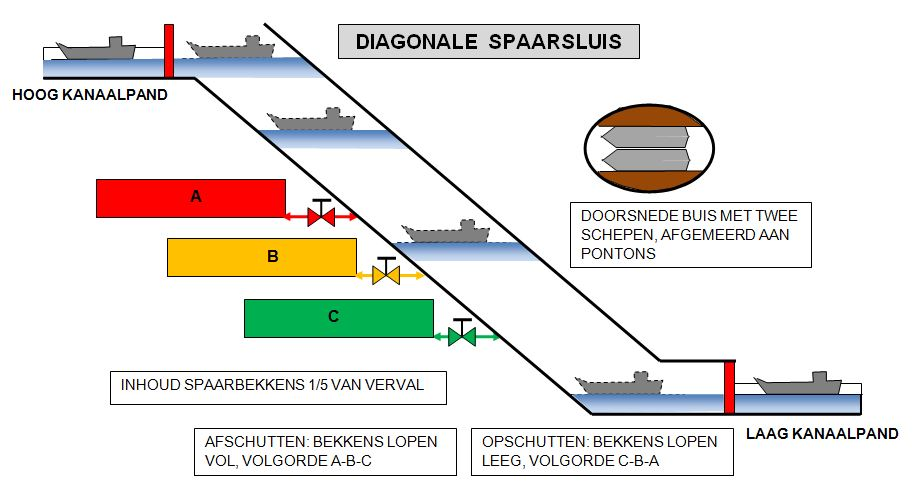
Principe van een diagonale spaarsluis

## Diagonale spaarsluis
Dit nieuwe concept van een spaarsluis is nog nergens in een kanaal gerealiseerd. Het ontwerp gaat uit van een betonnen buis die langs een helling ligt. In principe kan hiermee elk gewenste hoogteverschil in een keer worden overbrugd, al vergt dit een zeer sterke constructie van de betonnen buis vanwege de optredende hoge statische druk. Bij opschutten vaart het schip door een sterke waterdichte deur naar binnen en meert af aan een ponton, die past in de schuin liggende buis. De deur wordt gesloten en er wordt water in de buis gelaten. Bij een spaarsluis gebeurt dit eerst door water uit de spaarbekkens te laten lopen en dan voor de overblijvende rijzing water uit het bovenpand. Het schip gaat met de ponton naar boven en daar aangekomen wordt de bovendeur geopend en vaart het schip uit. Bij afschutten gaat het proces omgekeerd, net zoals bij een gewone spaarsluis.
In Engeland is een "Diagonal Lock Advisory Group" die verschillende plaatsen heeft aangewezen waar een diagonale spaarsluis gebouwd zou kunnen worden, zoals het gerestaureerde Lancaster Canal naar Kendal en de voorgestelde nieuwe aftakking van het Grand Union Canal tussen Bedford en Milton Keynes.

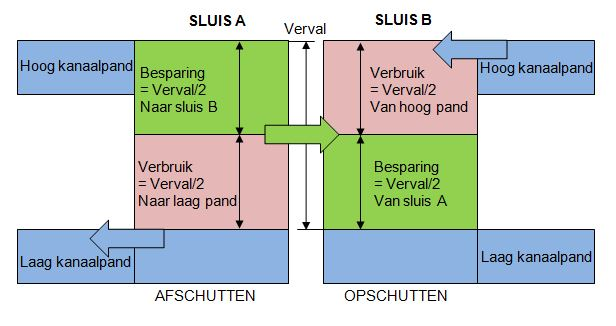
Tweelingsluis, sluis A schut af en sluis B schut op

## Tweelingsluis
Een bijzondere vorm van een spaarsluis is de tweelingsluis, zoals die in 2014 geopend is in het Dortmund-Eemskanaal bij Münster. Deze sluizen worden altijd in tweelingbedrijf gebruikt, dat wil zeggen dat één sluis afschut en tegelijk de andere opschut. Doordat het bespaarde water uit de afschuttende sluis (het halve verval) terechtkomt in de opschuttende sluis, wordt hiermee een besparing bereikt van 50%. Zie de afbeelding, waarin sluis A gaat afschutten en sluis B gaat opschutten. De volgorde van het openen en sluiten van de deuren is als volgt:
- Schepen varen in vanaf het hoge kanaalpand in de afschuttende sluis en vanaf het lage kanaalpand in de opschuttende sluis.
- Alle deuren gaan dicht.
- Uit de afschuttende sluis stroomt het halve verval in de opschuttende sluis. Het niveau is daarna in beide sluizen gelijk.
- Het verbindingskanaal tussen de sluizen wordt gesloten.
- Uit de afschuttende sluis stroomt het halve verval in het lage kanaalpand.
- In de opschuttende sluis stroomt het halve verval uit het hoge kanaalpand.
- De deuren gaan open voor het uitvaren van het afgeschutte schip en het opgeschutte schip.

Hierna herhaalt zich het proces, waarbij sluis A gaat opschutten en sluis B afschutten.